# Command to Charge
Command to Charge è il settimo album in studio della band Melodic death metal tedesca Suidakra.

## Tracce
1. Decibel Dance – 4:15
2. C14_Measured by Infinity – 5:14
3. Haughs of Cromdale – 0:29
4. The Alliance – 4:15
5. A Runic Rhyme – 1:49
6. Second Skin – 4:50
7. Reap the Storm – 4:26
8. Gathered in Fear – 4:34
9. Strange Perfection – 5:26
10. Dead Man's Reel (instrumental) – 4:17
11. The End Beyond Me – 5:42
12. Moonlight Shadow (Mike Oldfield cover, ghost track) – 3:34

## Formazione
- Arkadius Antonik – chitarre, voce, tastiere
- Marcel Schoenen – chitarre, voce
- Marcus Riewald - basso
- Lars Wehner – batteria